# Fusil semi-automatique Meunier A6
 (juillet 2022).
La mise en forme du texte ne suit pas les recommandations de Wikipédia : il faut le « wikifier ».
Les points d'amélioration suivants sont les cas les plus fréquents. Le détail des points à revoir est peut-être précisé sur la page de discussion.
- Les titres sont pré-formatés par le logiciel. Ils ne sont ni en capitales, ni en gras.
- Le texte ne doit pas être écrit en capitales (les noms de famille non plus), ni en gras, ni en italique, ni en « petit »…
- Le gras n'est utilisé que pour surligner le titre de l'article dans l'introduction, une seule fois.
- L'italique est rarement utilisé : mots en langue étrangère, titres d'œuvres, noms de bateaux, etc.
- Les citations ne sont pas en italique mais en corps de texte normal. Elles sont entourées par des guillemets français : « et ».
- Les listes à puces sont à éviter, des paragraphes rédigés étant largement préférés. Les tableaux sont à réserver à la présentation de données structurées (résultats, etc.).
- Les appels de note de bas de page (petits chiffres en exposant, introduits par l'outil «  Source ») sont à placer entre la fin de phrase et le point final[comme ça].
- Les liens internes (vers d'autres articles de Wikipédia) sont à choisir avec parcimonie. Créez des liens vers des articles approfondissant le sujet. Les termes génériques sans rapport avec le sujet sont à éviter, ainsi que les répétitions de liens vers un même terme.
- Les liens externes sont à placer uniquement dans une section « Liens externes », à la fin de l'article. Ces liens sont à choisir avec parcimonie suivant les règles définies. Si un lien sert de source à l'article, son insertion dans le texte est à faire par les notes de bas de page.
- La présentation des références doit suivre les conventions bibliographiques. Il est recommandé d'utiliser les modèles {{Ouvrage}}, {{Chapitre}}, {{Article}}, {{Lien web}} et/ou {{Bibliographie}}. Le mode d'édition visuel peut mettre en forme automatiquement les références.
- Insérer une infobox (cadre d'informations à droite) n'est pas obligatoire pour parachever la mise en page.

Pour une aide détaillée, merci de consulter Aide:Wikification.
Si vous pensez que ces points ont été résolus, vous pouvez retirer ce bandeau et améliorer la mise en forme d'un autre article.

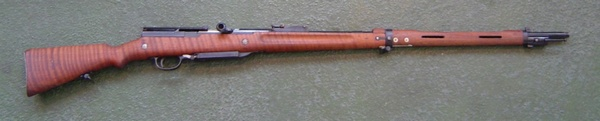
Un fusil Meunier A6

Le fusil Meunier, connu sous le nom de Meunier A6 ou STA no 8, a évolué dans le cadre du programme lancé en 1890 par l'armée française pour développer un fusil d'infanterie semi-automatique qui remplacerait éventuellement le Lebel modèle 1886  Quatre établissements de recherche gouvernementaux (STA, ENT, Puteaux et CTV) ont proposé plus de 20 prototypes. Environ la moitié d'entre eux étaient basés sur le recul (à la fois le recul court et le recul long) et les autres fonctionnaient au gaz. Ce programme secret est placé sous la direction du général Naquet-Laroque qui dirige l'Atelier de construction de Puteaux (APX).

## Historique
Peu de temps après l'adoption du Lebel 1886 et de ses munitions révolutionnaires, deux frères, Clair, construisent un fusil de chasse semi-automatique en 1888, un pistolet semi-automatique de 8 mm en 1892, et des prototypes de carabines semi-automatiques sont réalisés en 1894. De plus, l'adoption en 1888 de la Kommissions Gewehr allemande avec sa cartouche sans monture avait montré la conception obsolète du boîtier cerclé français de 8 × 50 mm. Des programmes ont été lancés pour concevoir une nouvelle cartouche et un nouveau fusil.

### Développement de cartouche
La Section Technique de l'Artillerie (STA) a développé diverses cartouches hautes performances sans monture de 1890 à 1912. Parmi ces cartouches, certaines ont été retenues :
- 6×58 Meunier 1897
- 6×60 ORL, 1900
- 6.5×60 PAC 1905
- 6.5×61 STA 1910
- 6.5×55.5 Berthier 1910
- 7 × 59 STA 1912
- 7×57 Meunier 1912

### Développement du fusil
Entre 1894 et 1913, il y avait une concurrence féroce pour développer un nouveau fusil. Ils ont été testés par :
Section Technique de l'Artillerie, Artillery Technical Section alias STA
- Fusil A 1 repensé plus tard en tant que fusil A 4
- Fusil A 2 STA 5
- Fusil A 3 STA 6
- Carabine A 4
- Fusil A 5 STA 7
- Fusil A 6 STA 8 (fusil Meunier 7 mm)

École Normale de Tir, École Nationale de Tir dite ENT
- Carabine B 1, ENT 1901, système Rossignol
- Carabine B 2, Système Rossignol
- Carabine B 3, ENT 1902, système Belgrand
- Carabine B 4, système Rossignol
- Carabine B 5, système Rossignol
- Fusil B 6, système Belgrand
- Fusil B 7, système Chezaud
- Fusil B 8, système Vallarnaud

Commission Technique de Versailles, Commission Technique de Versailles alias CTV
Établissement Technique de Puteaux, Section Technique de Puteaux alias APX.
- Fusil C 1 CTV 1
- Carabine C 2 CTV 2 système Chauchat
- Fusil C 3 APX 3, système Chauchat & Sutter
- Fusil C 4 APX 4
- Fusil C 5 système Chauchat & Sutter modifié Naquet-Laroque dit carabine NL
- Fusil C 6, NL
- Fusil C 7, NL
- Fusil C 8 système Chauchat & Sutter alias fusil indochinois en raison de sa taille plus courte, développé pour armer les troupes indigènes en Indochine.

## Résultats des tests
Parmi les différents prototypes semi-automatiques testés, seuls trois sont apparus comme offrant un potentiel industriel :
- Le fusil 7 mm ENT B5 de Rossignol qui inaugure l'impact direct du gaz dans la culasse.
- Le fusil APX C7 de 7 mm de Chauchat, Sutter et Naquet-Laroque qui était basé sur le système Browning à long recul de 1900.
- Le fusil STA A6 à recul long de 7 mm de Meunier qui était également en partie dérivé du système à long recul Browning de 1900.

## Adoption du fusil Meunier
Le fusil Meunier semi-automatique à long recul a été adopté en 1910 pour remplacer le fusil Lebel. Il a donné d'excellentes performances lors des essais finaux : « Le fusil 7 mm Meunier a tiré 3 000 coups sans incidents graves ». 
Le fusil A6 Meunier a été adopté en 1910, mais ses spécifications finales en matière de munitions n'ont pas été arrêtées, à l'exception du calibre de 7 mm. Entre les arsenaux gouvernementaux de Puteaux et de Tulle, des débats interminables s'élevaient sur la durée de la douille et la vitesse de la balle. Le choix final pour une longueur de boîtier de 56,95 mm (2,242 pouces) a été fait en 1912, et le chargement d'origine a fourni une vitesse initiale de plus de 1 000 mètres par seconde. Une charge plus légère fut finalement choisie en 1913, permettant l'adoption définitive du fusil A6 Meunier. Le déclenchement de la Première Guerre mondiale en août 1914 met un coup d'arrêt à un projet qui aurait équipé l'armée française de son premier fusil d'infanterie semi-automatique.

### Munitions
La cartouche Meunier 7 × 59 mm sans monture était nettement plus puissante que la Lebel 8 mm.
Le Meunier 7 × 59 mm avait une vitesse initiale de 1 040 m/s. Il avait un noyau en acier ainsi que le 7 × 57 mm (7,2 × 56,95 mm) adopté la même année et retenu plus tard pour le fusil Meunier de 1916 avec une vitesse réduite à 820 m/s.
L'Atelier de Construction de Puteaux près de Paris a fabriqué la cartouche; la plupart des rares exemplaires connus sont marqués APX 1917.

### Production de fusil
Au printemps 1914, MAS s'équipe pour produire 5000 fusils Meunier chaque mois, mais la décision de lancer la production en série est annulée en raison du risque d'introduire un nouveau système à un moment où un conflit avec l'Allemagne semble inévitable. Finalement, 1013 fusils Meunier ont été fabriqués à l'arsenal de Tulle (MAT) au moment où la Première Guerre mondiale a éclaté ; ceux-ci ont été testés dans les tranchées. Seuls ces 1013 ont été fabriqués, et la majorité ont été perdus pendant la Première Guerre mondiale. Les fusils qui ont survécu à la Première Guerre mondiale (et aux années de réaménagement militaire d'après-guerre) se sont retrouvés dans des musées, la plupart ont été désactivés. Sur ces quelques fusils survivants, presque tous ont été pillés et/ou perdus pendant la Seconde Guerre mondiale. Pour les exemples survivants à partir de 2017, voir la section ci-dessous.
Une version carabine aurait été fabriquée d'après Jean Huon, dans son livre Proud Promise. Il indique que trois ont été fabriqués en abattant de longs fusils. L'une de ces carabines existe aujourd'hui dans la collection de Springfield Armory à Springfield, Massachusetts, États-Unis. Il n'est pas exposé.

## Remplacement du fusil Meunier
Le fusil Meunier a finalement perdu face au fusil semi-automatique Mle 1917 RSC de conception simple, qui a été construit en grand nombre (86 000) en 1918). Le Mle 1917 RSC a été adopté car il était moins cher à fabriquer, il utilisait les mêmes composants du fusil Mle 1886 M93 Lebel, notamment : le canon, la crosse, le devant, les bandes de canon et le pontet. De plus, le modèle 1917 RSC a tiré les munitions Lebel standard de 8 mm chargées sur des clips spéciaux à cinq cartouches. Le fusil Meunier, fonctionnant à long recul comme le fusil Remington Model 8 (en), était mécaniquement plus complexe et ne tirait que des munitions spéciales de 7 mm à haute puissance et sans monture.

## Expositions de musée / exemples survivants
Le fusil Meunier A6 est vu au Musée de l'Armée, Les Invalides, Paris, France, dans le cadre des expositions permanentes d'armes, d'uniformes et d'équipements de la Première Guerre mondiale (1914-1918). Le Meunier A6 de leur collection a été désactivé en perçant un trou dans la chambre ; il n'est plus fonctionnel.
Aucune carabine Meunier A6 n'est exposée dans les musées des États-Unis ou du Canada. Le Springfield Armory dans le Massachusetts, aux États-Unis, possède dans ses archives une seule carabine Meunier A6, une version d'essai fabriquée en coupant un fusil A6 pleine longueur.

## Remarques
1. "Fusils français à chargement automatique. 1898-1979 (Proud promise) , par Jean Huon, 1995, Collector Grade Publications.  (ISBN 0-88935-186-4). Ce volume (en anglais) contient un chapitre technique détaillé décrivant le fusil Lebel et ses munitions Ce volume décrit principalement tous les fusils semi-automatiques français depuis 1898, notamment les fusils semi-automatiques Mle 1917 et Mle 1918, le fusil Meunier (A6) ainsi que les séries MAS 38-40 à MAS49 et 49/56.
2. "La Manufacture Nationale d'Armes de Châtellerault(1819-1968)", Claude Lombard, 1987, Brissaud, 162 Grande Rue, Poitiers,  (ISBN 2-902170-55-6). Ce volume illustré (en français) contient les statistiques de production du fusil Lebel ainsi que des comptes rendus techniques complets sur les armes Gras, Kropatschek, Lebel et Berthier et sur leur conception et leur fabrication. Ceci est considéré comme le volume de recherche fondamentale sur le sujet. L'auteur est un ingénieur de l'armement à la retraite qui a passé la majeure partie de sa carrière à Châtellerault et a eu accès à toutes les archives et aux prototypes.
3. "Cartouches de fusil militaire et de mitrailleuse", Jean Huon, 1988, Ironside International Publishers, Alexandria, Virginie,  (ISBN 0-935554-05-X). Ce volume (en anglais) fournit une description détaillée de tous les types de munitions Lebel de 8 mm, y compris la Balle D (am). La cartouche Meunier 7x59 mm (pour le fusil semi-automatique A6 Meunier) est également illustrée et décrite en détail.
4. "Catalogue standard des armes à feu militaires", Ned Schwing, 2003, Krause Publications,  (ISBN 0-87349-525-X). Contient une page informative et détaillée consacrée au fusil Lebel (par David Fortier).
5. "The Chauchat Machine Rifle (Honor Bound), Gérard Demaison et Yves Buffetaut, 1995, Collector Grade Publications,  (ISBN 0-88935-190-2), L'annexe illustrée de 10 pages à la fin de ce volume (en anglais) décrit de manière exhaustive toutes les Types de munitions à billes Lebel de 8 mm, ainsi que les cartouches à blanc, traçantes, perforantes, incendiaires, factices et d'épreuve moins connues Cette annexe a été documentée et rédigée par le Dr Ph. Regenstreif, expert en cartouches de renommée internationale.
6. Fusils à verrou, Frank de Haas et Wayne Van Zwoll, 2003, Krause Publications,  (ISBN 0-87349-660-4). Un chapitre illustré de ce volume passe en revue en profondeur les fusils (et carabines) Lebel et Berthier.